# Tinninglobsplattan

Tinninglobsplattan är ett område i wernickes fälts (markerad med wernicke i bilden).

Tinninglobsplattan (lat. planum temporale) är ett område i de övre delarna av tinninglobens bark, utanpå den övre tinningvindlingen, eller på den nedre väggen av sulcus lateralis. Området utgör inre delarna av Wernickes fält och är alltså en del av det sensoriska talcentrumet i hjärnan. Området är större i den dominanta hemisfären, vilket normalt är den vänstra.